# Nikolaibek
Nikolaibek (dänisch: Nikolajbæk) ist ein Bach im Südwesten der Stadt Flensburg.

## Hintergrund
Der Bachname Nikolaibek besteht aus zwei Wortbestandteilen. Der Wortbestandteil „Nikolai“ verweist darauf, dass der Bach zum Zeitpunkt seiner Benennung im ehemaligen Nikolaifeld des Flensburger Stadtfeldes lag. Der zweite Wortbestandteil „Bek“ bedeutet unschwer erkennbar „Bach“. Der ursprüngliche Verlauf der Nikolaibek wurde durch den Bau der Eisenbahntrasse der Bahnstrecke Fredericia–Flensburg erheblich verändert. Durch Verrohrung wurde sie weitgehend unter der Erde versteckt. Ein begradigtes Teilstück der Nikolaibek ist heute noch nördlich vom Gleisdreieck beim Stadtteil Weiche, zum Nikolaiforst hin, erkennbar. Die Nikolaibek verläuft dort zunächst in einer leichten Biegung von Westen in Richtung Osten, um im Anschluss weiter nordöstlich in Richtung Bundesstraße 200 zu verlaufen. Kurz vor der Bundesstraße 200 wird sie unterirdisch der Scherrebek zugeführt, welche wiederum wenige Meter weiter im Mühlenstrom mündet.